# Hemphill (Texas)
Pour les articles homonymes, voir Hemphill.
La ville américaine de Hemphill est le siège du comté de Sabine, dans l’État du Texas. Elle comptait 1 106 habitants lors du recensement de 2010.

## Source
- (en) Cet article est partiellement ou en totalité issu de l’article de Wikipédia en anglais intitulé « Hemphill, Texas » (voir la liste des auteurs).